# Frank Clark (Fußballspieler)
Frank Clark (* 9. September 1943 in Consett, England) ist ein ehemaliger englischer Fußballspieler und -trainer, der besonders durch seine Zeit bei Newcastle United und Nottingham Forest bekannt wurde. Seit Oktober 2011 ist er als Vorstandsvorsitzender bei Nottingham Forest aktiv.

## Spielerkarriere

### Newcastle United
Nach einem kurzen Gastspiel beim unterklassigen Verein Crook Town wechselte Frank Clark 1962 zum englischen Zweitligisten Newcastle United. In der Saison 1964/65 gelang ihm mit seiner Mannschaft als Tabellenerster der Aufstieg in die First Division. Zwei Jahre später musste Clark mit seinem Team lange um den Klassenerhalt in der Football League First Division 1966/67 zittern, der letztendlich knapp gemeistert wurde. Die bislang beste Ligaplatzierung gelang in der Saison 1969/70 durch einen siebenten Tabellenplatz. Die folgenden Jahre verbrachte Frank Clark mit seinem Verein durchgehend im Niemandsland der Tabelle. 1975 erfolgte nach 13 Jahren in Newcastle der Wechsel zum Zweitligisten Nottingham Forest.

### Nottingham Forest
Bei Forest hatte gerade Brian Clough den Trainerposten übernommen und sollte aus dem bis dahin eher unbedeutenden Verein in den kommenden Jahren eine internationale Spitzenmannschaft machen. Vor Beginn der Saison 1976/77 bekam Clough Unterstützung von Peter Taylor, der die Stelle als Assistenztrainer übernahm. Die beiden hatten bereits zusammen u. a. Derby County zur Meisterschaft in der Saison 1971/72 geführt. Am Ende der Spielzeit stand der Aufstieg in die First Division und in der Football League First Division 1977/78 gelang seiner Mannschaft die Sensation, als Aufsteiger die Meisterschaft vor dem FC Liverpool zu gewinnen. Auch die folgende Saison lief sehr erfolgreich und konnte mit Platz 2 in der Football League First Division 1978/79 und dem Gewinn des Landesmeister-Cup 1979 abgeschlossen werden. Im Finale konnte der schwedische Meister Malmö FF in München mit 1:0 bezwungen werden. Den Siegtreffer erzielte Trevor Francis. Ein Jahr später gelang die Titelverteidigung im Landesmeister-Cup 1980 durch ein 1:0 gegen den deutschen Meister Hamburger SV. Weitere Titel in diesen Jahren waren zwei Erfolge im Ligapokal und ein Erfolg im Europäischen Supercup 1979 gegen den FC Barcelona.

## Trainerkarriere

### Leyton Orient
Nachdem Frank Clark zunächst einer Tätigkeit als Assistenztrainer nachgegangen war, übernahm er 1982 den Trainerposten beim englischen Drittligisten Leyton Orient. In der Saison 1984/85 stieg er mit seinem Verein als Drittletzter in die Fourth Division ab. Vier Jahre später gelang ihm mit seinem Team der Aufstieg in die Third Division. In den kommenden drei Jahren etablierte Frank Clark Leyton Orient in der dritten Liga, ehe er 1992 seine Trainertätigkeit bei Leyton beendete.

### Nottingham Forest
Zur Saison 1993/94 kehrte er zu seinem ehemaligen Verein Nottingham Forest zurück. Forest war gerade unter der Trainerlegende Brian Clough in die zweite Liga abgestiegen und dies hatte zum Ende der Trainertätigkeit von Clough nach 18 Jahren in Nottingham geführt. Der Einstand von Clark gelang vorzüglich und führte auf direktem Weg zurück in die 1992 eingeführte Premier League. Dort erreichte die Mannschaft einen sehr guten dritten Tabellenplatz in der Premier League 1994/95. Entscheidender Spieler zu dieser Zeit war Stan Collymore den Clark 1993 von Southend United gekauft hatte. Er erzielte in der Aufstiegssaison in 27 Spielen 19 Tore und avancierte ein Jahr später mit 22 Toren in 37 Ligaspielen erneut zum besten Torschützen der Mannschaft. Nach der Saison verkaufte Clark ihn jedoch für die Rekordablösesumme von 8.500.000 Pfund an den FC Liverpool. Weitere zentrale Spieler von Forest waren Stuart Pearce, Bryan Roy, Steve Stone und Steve Chettle. Einen weiteren Erfolg erreichte Nottingham im UEFA-Pokal 1995/96 durch den Einzug ins Viertelfinale. Dort scheiterte die Mannschaft jedoch deutlich am späteren Sieger FC Bayern München.
Die Saison in der Premier League 1996/97 sollte dafür wieder eine ganz bittere für die Fans werden. Als Tabellenletzter mit nur 6 Siegen in 38 Spielen stieg die Mannschaft erneut in die Zweitklassigkeit ab. Bereits während der Saison wechselte Bryan Roy zu Hertha BSC, der als Ersatz verpflichtete Dean Saunders von Galatasaray Istanbul konnte sich nicht als die erhoffte Verstärkung erweisen. Trainer Frank Clark wurde nach einer 2:4-Niederlage am 17. Spieltag beim FC Liverpool durch Stuart Pearce ersetzt. Forest verzeichnete zu diesem Zeitpunkt erst einen Saisonsieg, dieser wurde zudem bereits am ersten Spieltag erzielt.

### Manchester City
Nur kurze Zeit später übernahm Clark den Trainerposten beim englischen Zweitligisten Manchester City, der im Vorjahr aus der Premier League abgestiegen war. Die Mannschaft verpasste jedoch auch unter ihm den Wiederaufstieg deutlich. In der folgenden Saison folgte der vollständige Absturz des Traditionsvereins durch den erstmaligen Abstieg in die Third Division. Frank Clark wurde bereits Mitte Februar 1998 vom Vorstand entlassen und nahm anschließend keine neue Trainertätigkeit mehr auf.

## Erfolge
- Englischer Meister: 1978 (mit Nottingham Forest)
- Europapokalsieger der Landesmeister: 1979, 1980 (mit Nottingham Forest)
- Europäischer Supercup-Gewinner: 1979 (mit Nottingham Forest)
- Englischer Ligapokalsieger: 1978, 1979 (mit Nottingham Forest)